# Idalus albidior
Idalus albidior là một loài bướm đêm thuộc phân họ Arctiinae, họ Erebidae.